# Grote of Lebuinuskerk
De Grote of Lebuinuskerk is een gotische hallenkerk aan het Grote Kerkhof in Deventer. In de middeleeuwen was het de hoofdkerk van de stad en een van de voornaamste kerken binnen het bisdom Utrecht. De Lebuinuskerk deed tijdens het kortstondige bestaan van het rooms-katholieke bisdom Deventer (1559-1591) dienst als kathedraal. De kerk staat in de 'Top 100 van de Rijksdienst voor de Monumentenzorg' uit 1990. De kerk is eigendom van de Protestantse Kerk, terwijl de toren bezit is van de gemeente Deventer.
Het bouwwerk moet niet verward worden met de Broederenkerk in Deventer, die officieel de R.K. Sint-Lebuinuskerk genoemd wordt.

## Vroege geschiedenis
De Engelse missionaris Lebuinus stak in 768 de IJssel over met het oogmerk de Saksen te bekeren. Hij bouwde op een rivierduin nabij een nederzetting aan een natuurlijke haven de eerste houten kerk. In de negende en tiende eeuw was Deventer in verband met de veroveringen van de Vikingen langs de grote rivieren lange tijd de residentie van de bisschop van Utrecht. Ook in latere eeuwen behield de kerk een belangrijke status binnen het bisdom. De bisschop had een residentie pal ten noorden van de kerk. Bisschop Balderik bouwde in de tiende eeuw ter plaatse de eerste kerk van steen. 

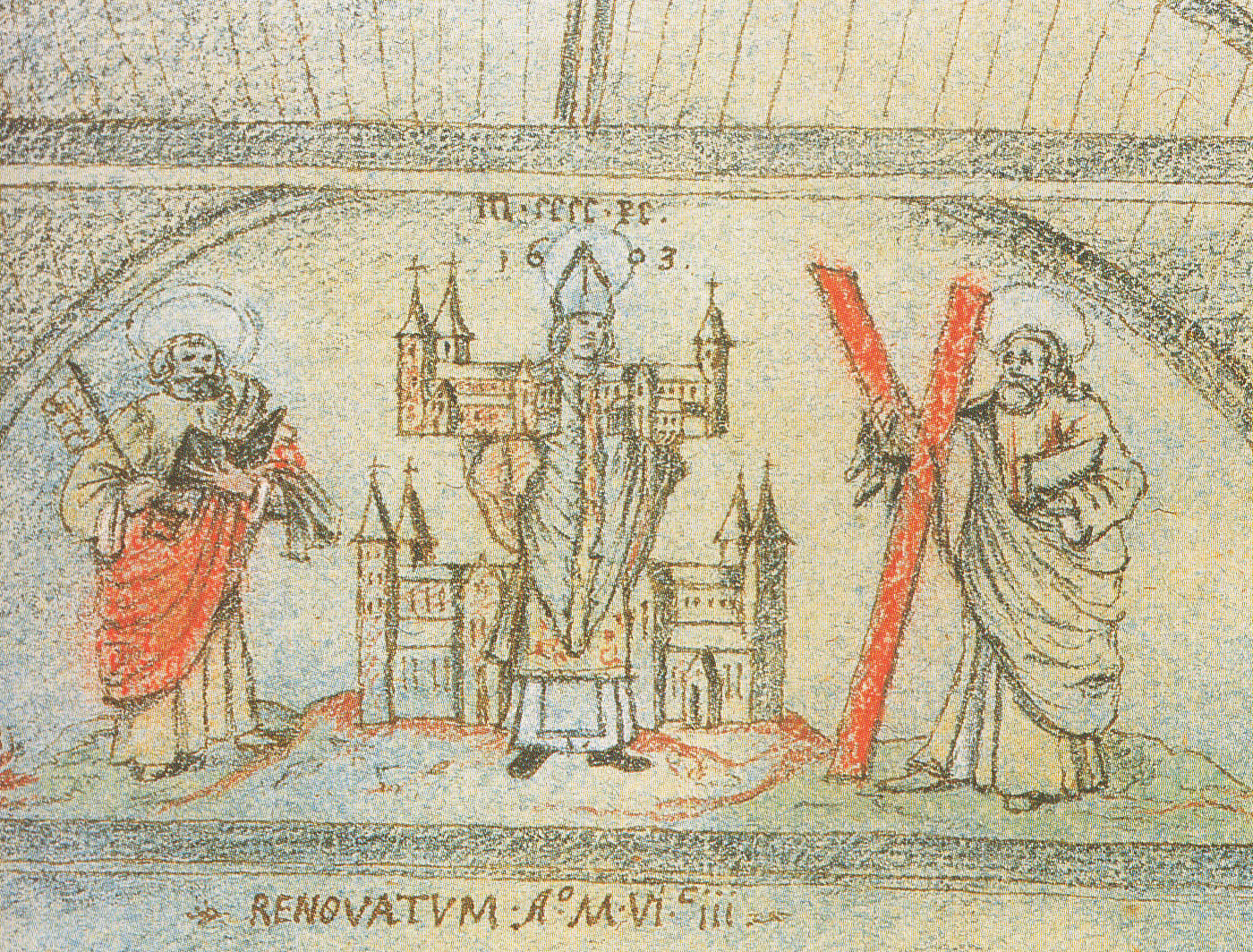
Bisschop Bernold stond op een verloren gegane muurschildering in de Utrechtse Pieterskerk afgebeeld tussen vier door hem gestichte kerken, waaronder de Lebuinusbasiliek.
Tekening Pieter Saenredam, 1636

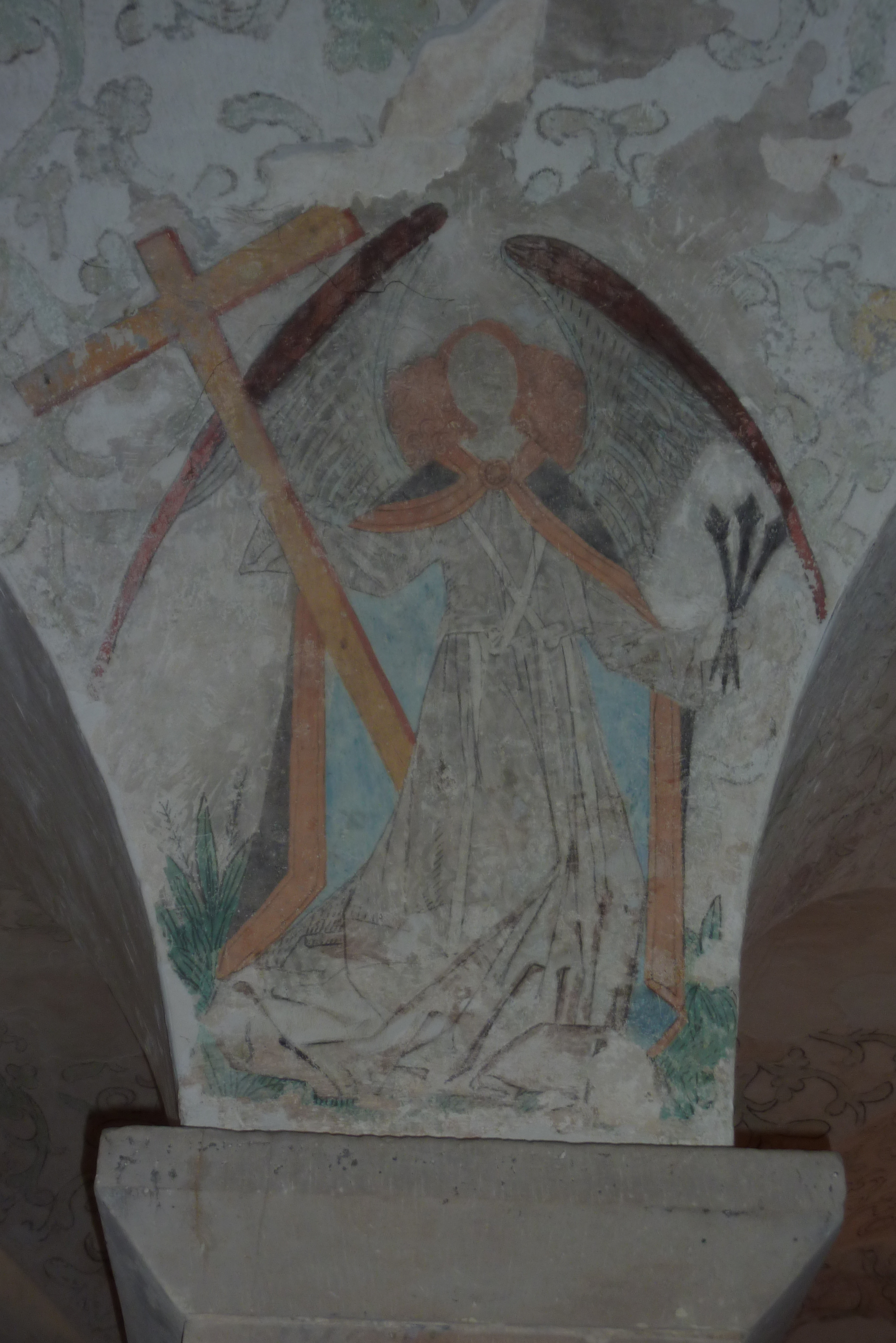
Schildering in de crypte

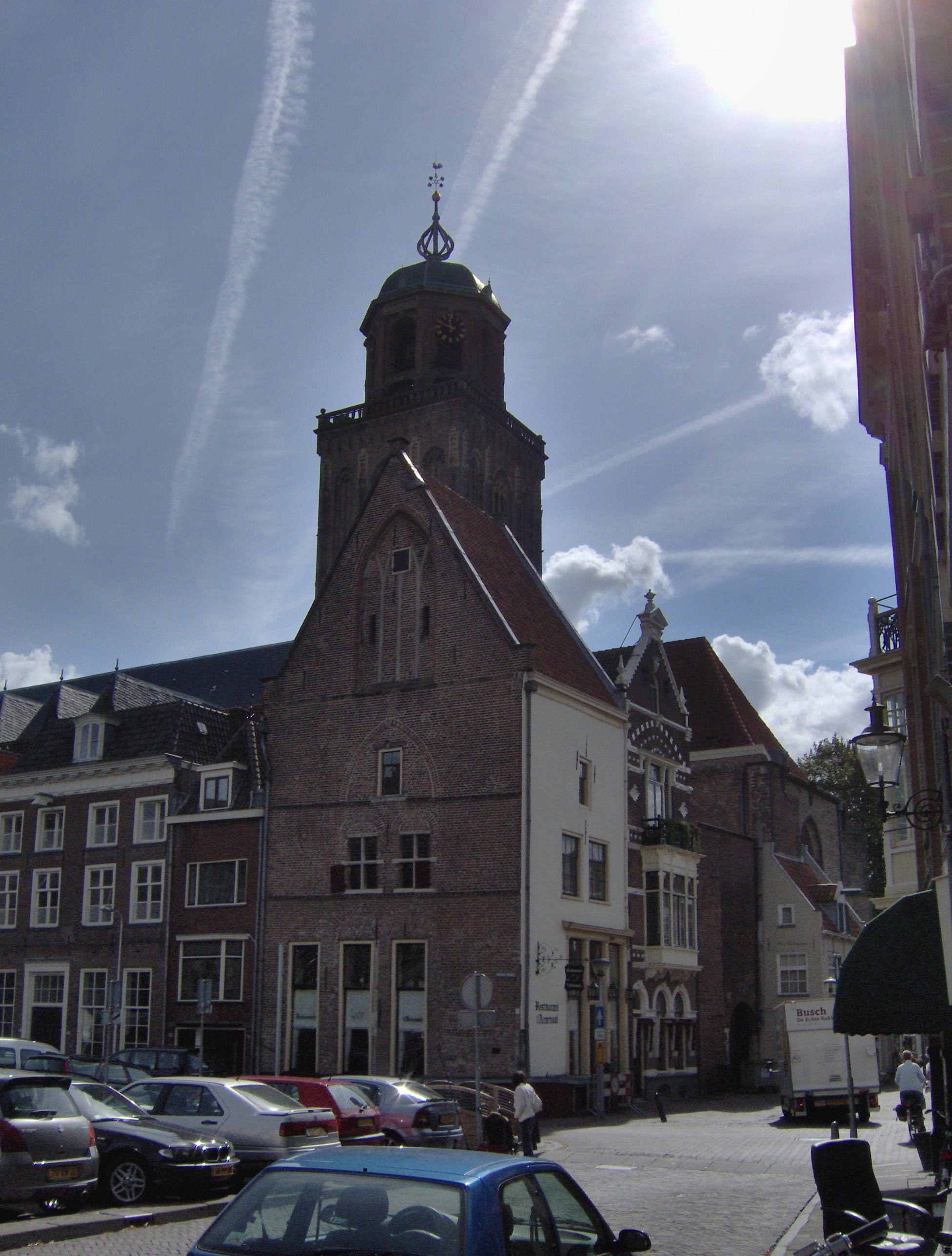
Toren gezien vanaf de Nieuwe Markt

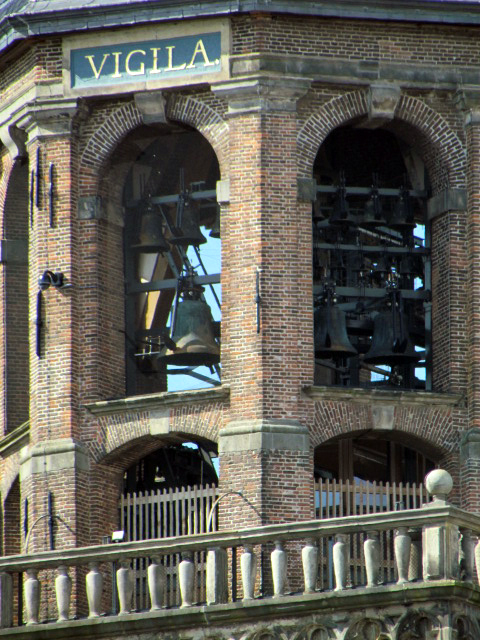
Beiaard in de lantaarn van de Lebuinustoren

In 1040 gaf bisschop Bernold opdracht voor de bouw van een grote romaanse basiliek. Aan de kerk was een zelfstandig kapittel met een eigen proosdij verbonden en twintig kanunniken. In 1235 en 1334 werd deze Maria- en Lebuinusbasiliek door brand verwoest.

## Huidige kerk
De huidige kerk, een gotische hallenkerk, kwam tot stand tussen 1450 en 1525. Ze was rijk versierd met muurschilderingen en stond vol heiligenbeelden en altaren. Aan deze katholieke praal kwam een einde toen in 1580 de calvinisten de kerk in bezit namen en haar omdoopten tot Grote Kerk. Het interieur werd ernstig vernield en ten slotte witgepleisterd. In de kerk zijn nog op verschillende plaatsen de gevolgen van de calvinistische beeldenstorm zichtbaar.

### Muurschilderingen
Muurschilderingen van voor de reformatie zijn tijdens de restauratie van 1927 onder andere teruggevonden in de crypte en in de Magistraatskapel die speciaal voor de stadsbestuurders was gebouwd.
De hele kerk is verder voorzien van bepleisterde kruis-, ster-, en netgewelven met profane en religieuze afbeeldingen. Sommige versieringen zijn daar aangebracht in de eerste helft van de 14e eeuw. De overige bepleistering van het interieur is, met uitzondering van de delen die van muurschilderingen voorzien waren, in de jaren vanaf 1927 verwijderd.

### Romaanse resten
In het opgaande werk zijn nog belangrijke delen van de romaanse voorganger aanwezig. Ook is de romaanse crypte bewaard gebleven, die sterke gelijkenis vertoont met de crypte van de Pieterskerk in Utrecht, die ook door Bernold is gebouwd.

### Restauraties
De middeleeuwse kap van de kerk werd bij een grootscheepse restauratie in het begin van de twintigste eeuw onder leiding van Wolter te Riele en P.J.H. Cuypers vervangen. De huidige steekkappen dateren uit die tijd. Ook zijn toen alle aanbouwsels zoals woningen aan de Grote Kerkhofzijde verwijderd. De kerk is sindsdien veel minder op een organische wijze met de overige binnenstad verbonden, ze oogt meer als een monument op een voetstuk. Begin eenentwintigste eeuw ondergingen kerk en toren wederom belangrijke in- en uitwendige restauraties waarbij de hoofdingang onder de toren in ere werd hersteld en de Magistraatskapel een afsluitende glazen wand kreeg. In de toren kwam het carillon weer op zijn oude plaats in de lantaarnopeningen te hangen.

### Orgels
Het hoofdorgel is gebouwd door Johann Heinrich Holtgräve met gebruikmaking van pijpwerk uit het oude orgel, het werd in 1839 in gebruik genomen. Het koororgel is van Pels & van Leeuwen en verder beschikt de kerk over een kistorgel van Klop.

### Glas in lood
De Magistraatskapel werd in 2012 geschikt gemaakt voor kleine bijeenkomsten. In de toen geplaatste afscheiding werden twaalf glas-in-loodramen met expressionistische voorstellingen van profeten en evangelisten verwerkt. Ze zijn afkomstig uit de in 1935 gebouwde gereformeerde kerk aan de Smedenstraat te Deventer en werden ontworpen en gemaakt door de glazeniers Nico Schrier en Huib de Ru uit Haarlem.
J.H. Boerboom schonk in 2014 vier neogotische glas-in-loodramen uit 1915 terug aan de kerk, hij had ze bewaard nadat ze in de jaren 1950 waren afgedankt. Na restauratie werden de ramen in 2015 weer in de kerk geplaatst.

## Toren
Oorspronkelijk had de kerk aan de westzijde een complex van torens. De centrale toren werd geflankeerd door vier kleinere. Na vier eeuwen werden ze in 1454 grotendeels gesloopt. De eerste steen voor de tegenwoordige toren legde men in de zomer van 1459. Voor een tweede toren ten noorden van de eerste zijn wel de fundamenten aanwezig, maar hij is nooit gebouwd.
Het bovenste gedeelte van de toren, de koepel, wordt ook wel de lantaarn genoemd. Het is een ontwerp uit 1613 van de bekende bouwmeester Hendrick de Keyser in samenwerking met Pieter Adriaensz van Delft. Gualterus Sylvanus, van 1603 tot 1619 rector aan de Latijnse school, kreeg van het gemeentebestuur het verzoek voor een tekst op vier zijden van deze koepel. Deze tekst luidt Fide Deo, Vigila, Consule, Fortis Age, in het Nederlands vertaald: Vertrouw op God, wees waakzaam, ga met overleg te werk, wees sterk. Rondom de voet van de lantaarn is een bewandelbaar dek.
In 2009 en 2010 vond een grootscheepse restauratie van de toren plaats.

### Carillon
In de toren hangt de oudste nog bestaande beiaard van Pieter en François Hemony. In 2009 werd het carillon geheel gerestaureerd. Van de oorspronkelijke 33 Hemonyklokken zijn er nog 31 aanwezig naast 22 nieuwere. Er werden 6 klokken toegevoegd om de oude basis van de middentoonstemming te kunnen herstellen; een 1800 kg zware luidklok en 5 kleine klokjes. De grote luidklokken hangen in een nieuwe driedelige stalen klokkenstoel terwijl de kleinere klokken weer zoals vroeger in de lantaarnvensters. In totaal zijn er nu 53 klokken.
Het uurwerk werd in 1862 gemaakt door de Parijse uurwerkmaker Amédée-Philippe Borrel en de speeltrommel met toebehoren werd geleverd door de Deventer firma Nering Bögel in 1866.

### Beklimming
De Lebuinustoren is op geregelde tijden opengesteld voor beklimming door het publiek. De smalle spiltrap naar de tweede omgang op 46 meter hoogte bestaat uit 220 treden.

## Enkele afmetingen
- Lengte van de kerk (binnenwerks): 99,10 meter
- Grootste breedte: 38,65 meter
- Hoogte van het schip: ca. 18 meter
- Hoogte van de toren: 62,50 meter

## Galerij

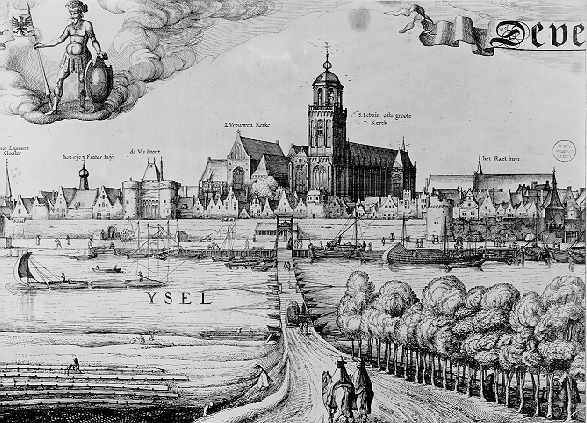
Lebuinuskerk rond 1600
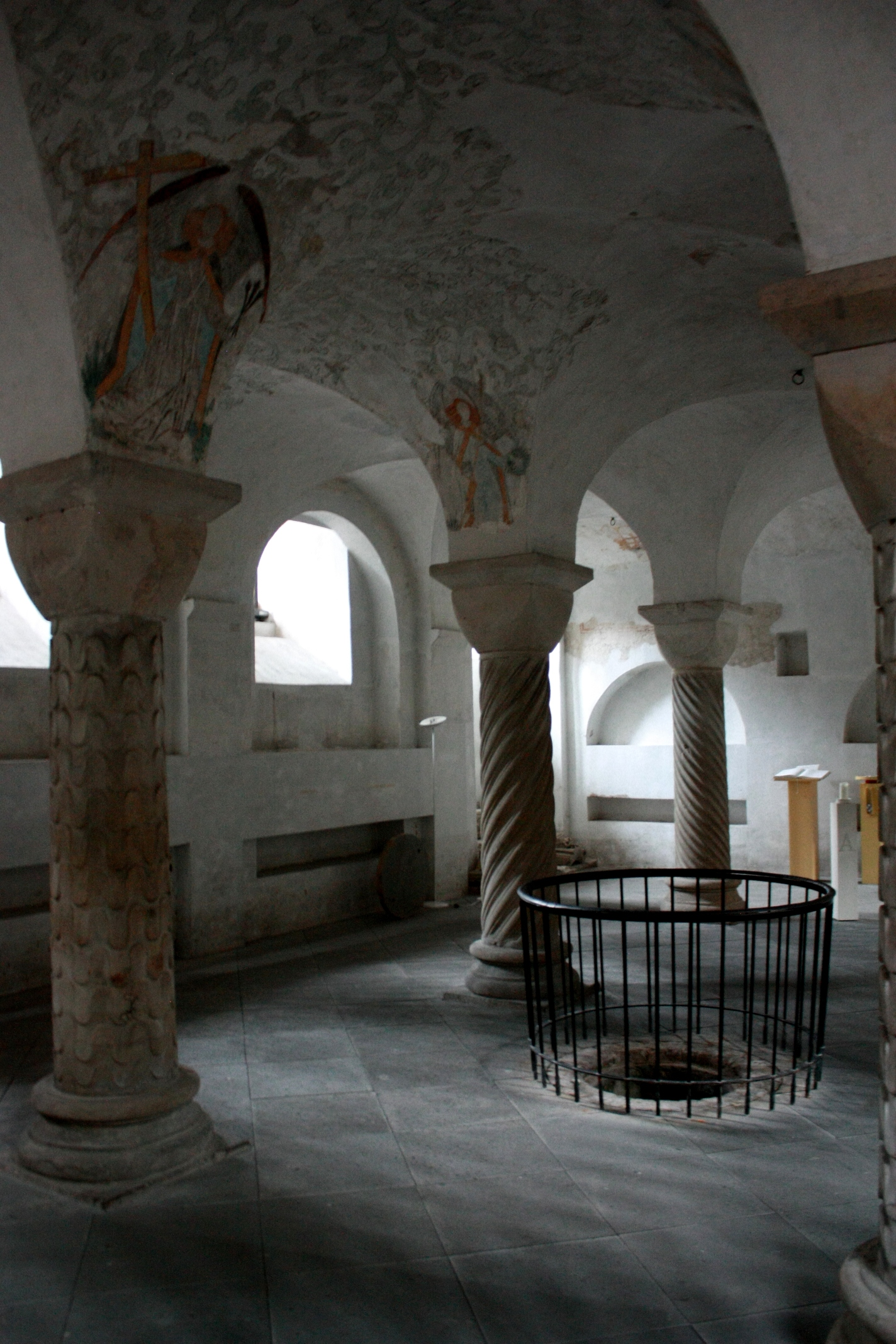
De crypte
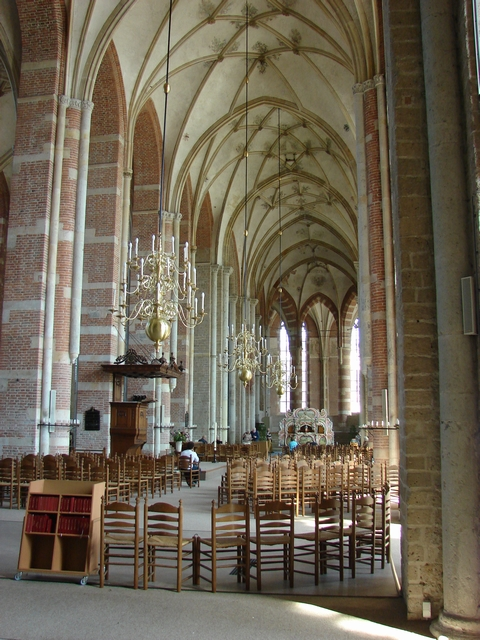
Schip met kansel
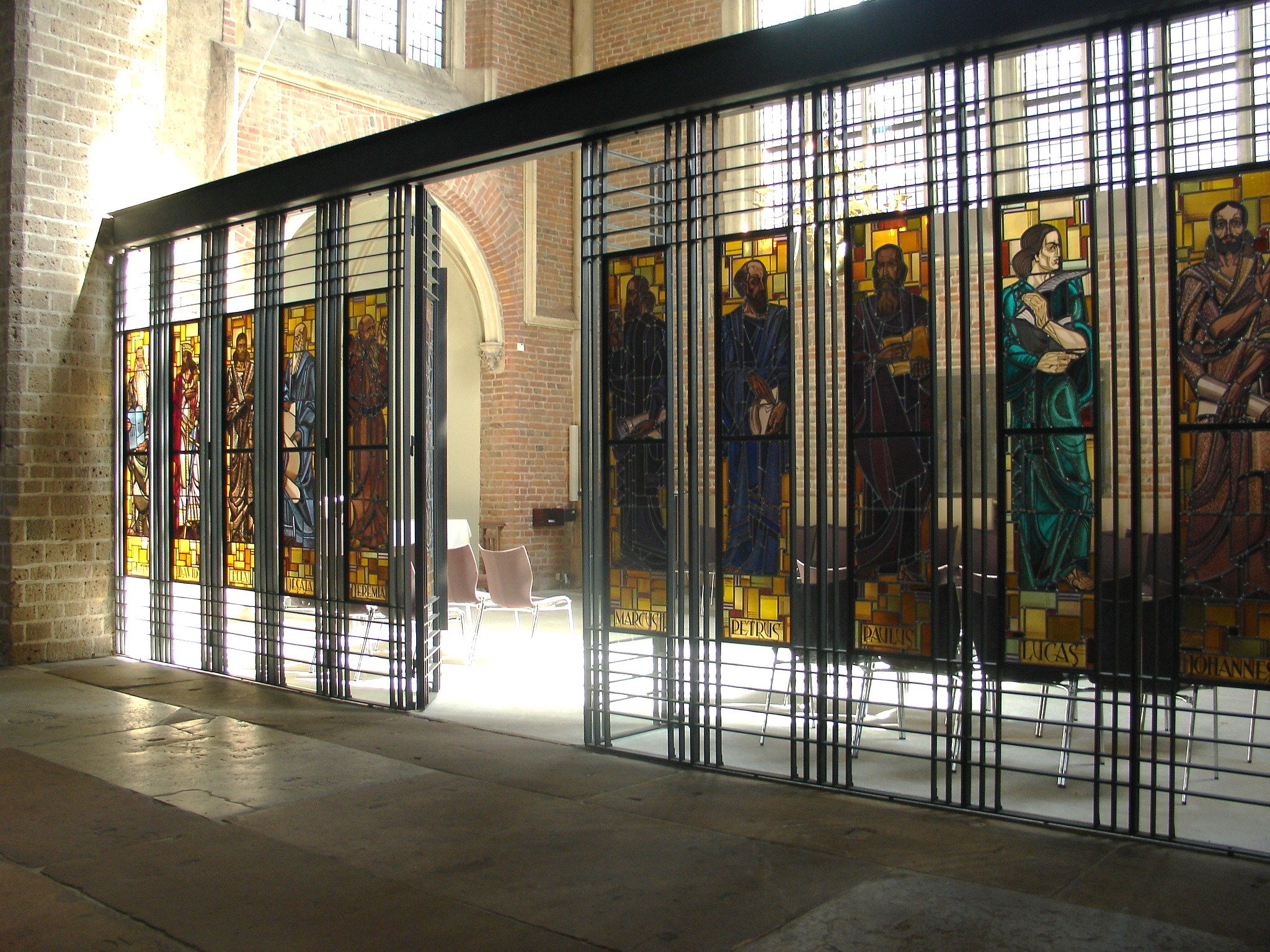
Glas-in-lood wand van de Magistraatskapel
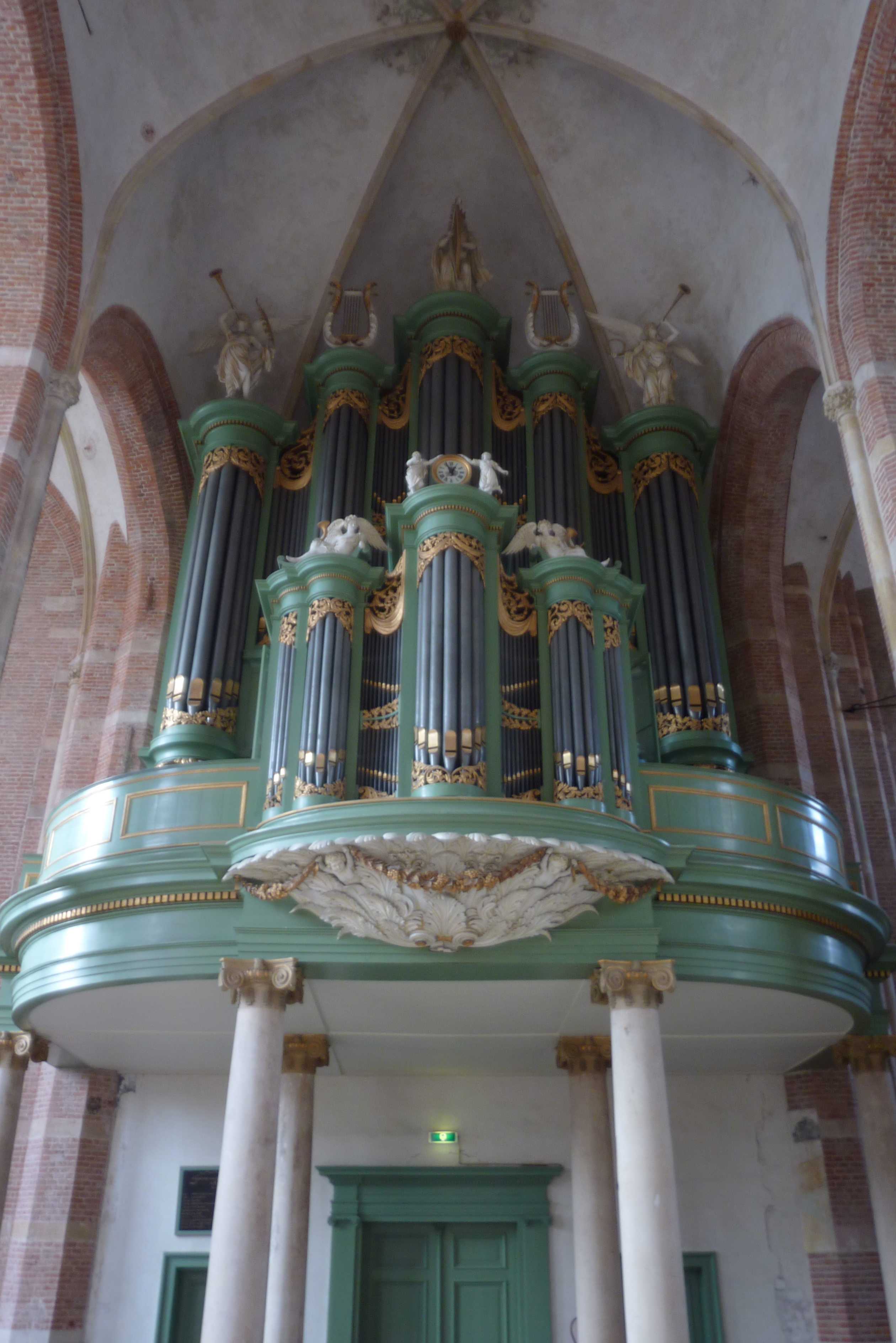
Het Holtgräveorgel
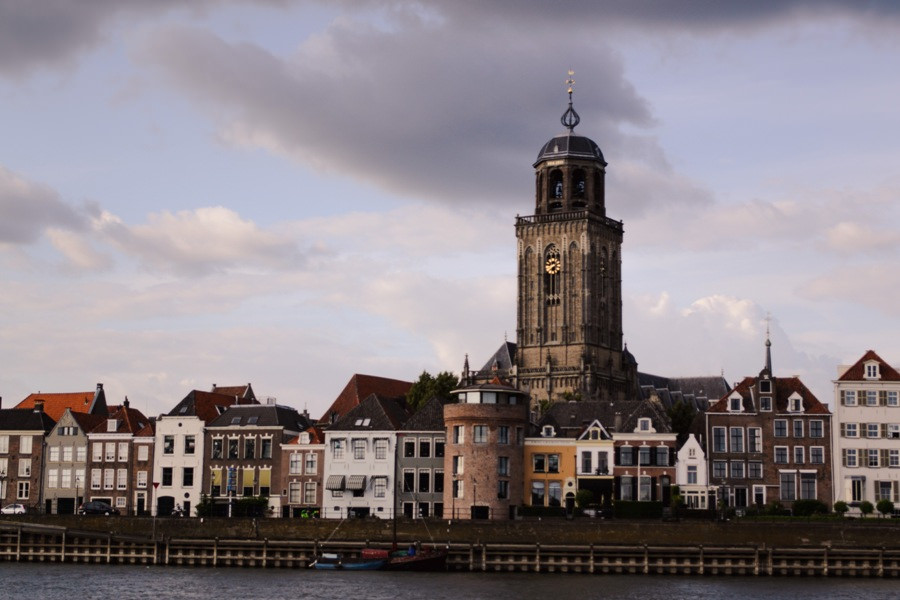
Aanzicht rond 2000